# Sibyl Moholy-Nagy
Sibyl Moholy-Nagy (nacida Dorothea Maria Pauline Alice Sybille Pietzsch Dresde, 29 de octubre de 1903-Nueva York,  8 de enero de 1971) fue una historiadora de la arquitectura y el arte alemana. Acompañó a su segundo marido, el artista húngaro de la Bauhaus László Moholy-Nagy cuando se mudó a los Estados Unidos y escribió el estudio sobre su obra, Moholy-Nagy: Experiment in Totality, además de varios otros libros sobre historia de la arquitectura.
Criticó abiertamente lo que consideraba excesos de la arquitectura modernista de posguerra. Tras su muerte en 1971, su colega Reyner Banham dijo que era la más formidable del grupo de damas críticas (Jane Jacobs, Ada Louise Huxtable, etc.) que mantuvieron continuamente en jaque al establishment arquitectónico estadounidense durante los años 50 y 60 del siglo XX.

## Biografía
Nació en Dresde el 29 de octubre de 1903. Fue hija del arquitecto Martin Pietzsch (Deutscher Werkbund) y Fanny (Clauss) Pietzsch. Su padre también dirigió la Academia de Dresde.
Era de familia acomodada y tenía dos hermanas y un hermano mayores. Terminó la enseñanza secundaria en el Liceo Municipal de Dresde-Neustadt a los dieciséis años y asistió a las universidades de Leipzig y Frankfurt, aunque nunca terminó una carrera.
Tras desempeñar diversos trabajos, incluido el de administrativa para Leo Frobenius en 1923, se convirtió en actriz, actuó en teatro y en un par de películas. Cuando actuaba se hacía llamar "Sibyl Peech". En 1929 se casó con el intelectual e industrial de Fráncfort Carl Dreyfuss, amigo íntimo del filósofo social Theodor Adorno.
En 1931, abandonó Fráncfort para trasladarse a Berlín, donde trabajó como guionista y montadora para Tobis Film Berlin. Allí conoció al antiguo profesor de la Bauhaus, artista y fotógrafo László Moholy-Nagy (1895-1946), que intentaba conseguir apoyo para la que sería su película más famosa, A Lightplay black white grey. Se convirtieron en pareja en 1932, y tuvieron una hija, Hattula, al año siguiente, 1933. Debido al ascenso del nazismo, László Moholy-Nagy trabajó durante un año en Amsterdam en 1934, mientras que Sibyl y Hattula permanecieron en Berlín. La familia se reunió en Londres en 1935, donde la pareja se casó formalmente. En 1936 nació su segunda hija, Claudia.
En 1937, la familia emigró a Estados Unidos y se instaló en Chicago. Allí, Moholy-Nagy ayudó a su marido a abrir la Nueva Bauhaus en octubre de 1937, patrocinada por la Asociación de Artes e Industrias. Tras el cierre de la Nueva Bauhaus en junio de 1938, Moholy-Nagy ayudó a su marido a abrir su propia escuela, la Escuela de Diseño de Chicago, en febrero de 1939. En 1944, esta escuela se reorganizó y pasó a llamarse Instituto de Diseño. Su marido murió en noviembre de 1946 (diez años más tarde, el Instituto de Diseño se convirtió en un departamento del Instituto de Tecnología de Illinois, IIT Institute of Design). Terminó de corregir el libro de su difunto marido Vision in Motion, que se publicó en 1947.
Posteriormente, Moholy-Nagy decidió convertirse en historiadora de la arquitectura y profesora y publicó numerosos artículos y libros. Sus escritos se basaban en los conocimientos de su padre y en su amistad con Walter Gropius y Sigfried Giedion, a quienes había conocido a través de su marido. Aunque carecía de credenciales formales, su profundo conocimiento de la historia de la arquitectura le permitió conseguir sucesivos puestos docentes en Chicago, Peoria, San Francisco y Berkeley.
En 1951, Moholy-Nagy fue contratada como profesora asociada de historia de la arquitectura en el Instituto Pratt de Nueva York. Impartió cursos sobre temas como historia urbana y diseño y, en 1960, se convirtió en la primera mujer catedrática de Pratt. Moholy-Nagy dimitió en 1969 por un conflicto con otros profesores sobre la futura dirección de la escuela y en 1970, se convirtió en profesora visitante en la Universidad de Columbia.

## Obra
A lo largo de las décadas de 1950 y 1960, Moholy-Nagy desarrolló una carrera como crítica de arquitectura manteniendo relaciones profesionales con figuras como Philip Johnson y Carlos Raul Villanueva.[cita requerida] En 1945, publicó la novela, Children's Children, bajo el seudónimo de "SD Peech". En 1950, escribió una biografía de su marido, Moholy-Nagy: Experiment in Totality.
En 1952, la Liga de Arquitectura de Nueva York le concedió una beca de investigación Arnold Brunner para estudiar arquitectura popular y posteriormente produjo Native Genius in Anonymous Architecture (1957), uno de los primeros libros sobre diseño popular para arquitectos, en el que llamaba la atención sobre los edificios tradicionales compatibles con el entorno natural. Uno de sus libros más importantes, Matrix of Man: An Illustrated History of Urban Environment (1968), se centra en el desarrollo de las ciudades y la influencia del paisaje, el clima regional, la tradición, la cultura y la forma. Colaboró en numerosas revistas de arquitectura, como Architectural Forum y Progressive Architecture. Fue una de las primeras críticas en estudiar en profundidad la arquitectura latinoamericana de posguerra.[cita requerida]

En sus escritos sobre arquitectura, criticó la arquitectura de posguerra de los antiguos colegas de su marido. En 1968, publicó un ensayo en Art in America titulado Hitler's Revenge. Comenzaba la polémica con estas palabras:
En 1933, Hitler sacudió el árbol y América recogió el fruto del genio alemán. En la mejor de las tradiciones satánicas, parte de esta fruta estaba envenenada, aunque a primera vista parecía tan pura y sana como un concepto recién nacido. La cosecha letal fue el funcionalismo, y los Johnnies que esparcieron la semilla de la manzana fueron los maestros de la Bauhaus Walter Gropius, Mies van der Rohe y Marcel Breuer.

## Reconocimientos
- 1953 - Arnold W. Brunner Grant, The Architectural League, ciudad de Nueva York.[6]
- 1967 - Beca John Guggenheim, Fundación Guggenheim.[10]
- 1970 - Instituto Americano Crítico del año.[5]

## Publicaciones seleccionadas
- Hilde Heynen (2019). Sibyl Moholy-Nagy: Architecture, Modernism and its Discontents . London, Bloomsbury. ISBN 1350094110, 9781350094116
- Children's Children (writing as S.D. Peech). New York: H. Bittner, 1945
- Moholy-Nagy: experiment in totality (2nd revised, original 1950 edición). Cambridge, Mass.: MIT Press. 1969. ISBN 978-0262130530. OCLC 13372.
- Paul Klee: Pedagogical Sketchbook (Introduction and translations). New York: Praeger, 1953 (rev. 1968)
- Native Genius In Anonymous Architecture. New York: Horizon Press, 1957.
- Carlos Raul Villanueva and the Architecture of Venezuela. New York: Praeger, 1964.
- Matrix of Man: An Illustrated History of Urban Environment. Preager, 1968
- The Architecture of Paul Rudolph. (Introduction). Praeger, 1970
- Stratigakos, Despina (16 de marzo de 2015). «Hitler's Revenge». Places Journal (2015). doi:10.22269/150316. Consultado el 14 de junio de 2019. [A commentary on the proposed Grand Central Tower Project] Originally published in Art in America 56, no. 5 (September/October 1968): p42–43)